# Toporias
Toporias es una localidad española del municipio de Udías, perteneciente a la comunidad autónoma de Cantabria. 

## Geografía
La localidad se encuentra a 180 m s. n. m. y a 3,5 kilómetros de la capital municipal, Pumalverde. En las proximidades de esta localidad se encuentran unas instalaciones mineras abandonadas.

## Historia
Hacia mediados del siglo XIX, el lugar, por entonces perteneciente a Ruiloba, tenía contabilizada una población de 70 habitantes. Aparece descrito en el decimoquinto volumen del Diccionario geográfico-estadístico-histórico de España y sus posesiones de Ultramar de Pascual Madoz con las siguientes palabras:

TOPORIAS: l. en la prov. y dióc. de Santander (7 1/2 leg.), part. jud. de San Vicente la Barquera (2 1/2), aud. terr. y c. g. de Búrgos (27), ayunt. de Builoba. sit. en un pequeño cerro; su clima es bastante sano. Tiene 16 casas; una ermita en que se celebra misa los dias festivos, por un cura que tiene para su servicio, y buenas aguas potables. Confina con Udias y la Busta. El terreno es de mediana calidad. Hay arbolado de roble, haya y varios arbustos, y buenos prados naturales. prod.: maiz, alubias y pastos; cria ganados, con especialidad vacuno, y alguna caza. pobl.: 16 vec., 70 alm. contr.: con el ayunt.
(Madoz, 1849, p. 20)

En la actualidad, pertenece a Udías. En 2023, la entidad singular de población de Toporias tenía empadronados 48 habitantes y el núcleo de población, 45.